# Helesfa
Helesfa é uma vila da Hungria, situada no condado de Baranya. Tem 9,87 km² de área e sua população em 2019 foi estimada em 488 habitantes.